# Liste der Kellergassen in Sigmundsherberg
Die Liste der Kellergassen in Sigmundsherberg führt die Kellergassen in der niederösterreichischen Gemeinde Sigmundsherberg an.
| Foto |                 | Kellergasse                | Standort                 | Beschreibung |
| ---- | --------------- | -------------------------- | ------------------------ | --- |
| ja   | Datei hochladen | „Sigmundsherberger Straße“ | KG: Missingdorf Standort | Es handelt sich um beidseitiges Kellergassensystem in Grabenlage. Es besteht aus 34 Gebäuden und hat eine Länge von 200 Metern.           |
| ja   | Datei hochladen | „Missingdorfer Straße“     | KG: Theras Standort      | Es handelt sich um beidseitiges Kellergassensystem in Graben- und Hanglage. Es besteht aus 40 Gebäuden und hat eine Länge von 400 Metern. |
| ja   | Datei hochladen | „Südöstliches Hintaus“     | KG: Theras Standort      | Die Kellergasse ist eine einseitige Einzelkellergasse in Hanglage. Sie besteht aus neun Gebäuden und hat eine Länge von 100 Metern.       |

| Foto:                    | Fotografie der Kellergasse (Gesamtheit). Klicken des Fotos erzeugt eine vergrößerte Ansicht. Daneben finden sich zwei Symbole: \| Weitere Bilder vorhanden \| Das Symbol bedeutet, dass weitere Fotos des Objekts verfügbar sind. Durch Klicken des Symbols werden sie angezeigt. \| \| Eigenes Foto hochladen \| Durch Klicken des Symbols können weitere Fotos des Objekts in das Medienarchiv Wikimedia Commons hochgeladen werden. \| |
| Name:                    | Bezeichnung der Kellergasse |
| Standort:                | Es ist die Katastralgemeinde (KG) angegeben. Durch Aufruf des Links Standort wird die Lage der Kellergasse in verschiedenen Kartenprojekten angezeigt. |
| Beschreibung             | Kurze Beschreibung der Kellergasse |
| Weitere Bilder vorhanden | Das Symbol bedeutet, dass weitere Fotos des Objekts verfügbar sind. Durch Klicken des Symbols werden sie angezeigt. |
| Eigenes Foto hochladen   | Durch Klicken des Symbols können weitere Fotos des Objekts in das Medienarchiv Wikimedia Commons hochgeladen werden. |